# Randy Newman
Randy Newman (* 28. listopadu 1943 Los Angeles, Kalifornie, USA) je americký zpěvák, klavírista a hudební skladatel. Natočil jedenáct studiových alb a je autorem hudby k mnoha filmům, mezi které patří například Toy Story 2: Příběh hraček (1999), Příšerky s.r.o. (2001), Fotr je lotr (2005) nebo Auta (2006).
V roce 1989 získal cenu Premio Tenco a v roce 2013 byl uveden do Rock and Roll Hall of Fame. Je rovněž držitelem cen Grammy, Annie a Oscar.

## Sólová diskografie
- Randy Newman (1968)
- 12 Songs  (1970)
- Sail Away (1972)
- Good Old Boys (1974)
- Little Criminals (1977)
- Born Again (1979)
- Trouble in Paradise (1983)
- Land of Dreams (1988)
- Randy Newman's Faust (1995)
- Bad Love (1999)
- Harps and Angels (2008)
- Dark Matter (2017)